# Snapcase
A Snapcase amerikai hardcore punk/metalcore együttes.

## Története
Az együttes 1989-ben indult a New York állambeli West Senecában, eredetileg "Solid State" néven. A felállás a következő volt: Scott Dressler - gitár, Mike Kimaid - dob, Daryl Taberski - basszusgitár, Tiger Balduf - ének. Ekkoriban a tagok mind tinédzserek voltak, Balduf számított a legidősebbnek, a maga 19 évével. Tiger Balduf elhagyta az együttest, hogy megnősüljön. Mike Kimaid pedig a "The Watchmen" zenekarhoz csatlakozott. Helyükre Chris Galas énekes és Peter Dawidzik dobos került. Az 1990-ben megjelentetett demójuk után Dawidzik is kilépett a Solid State-ből, tanulás céljából. Szintén 1990-ben megjelentettek még egy demót. Ekkor a következő tagokból állt az együttes: Chris Galas - ének, Scott Dressler - gitár, Jason Kourkonis - dob, Daryl Taberski - basszusgitár.
1991-ben a Solid State-ben újra tagcserékre került sor: Kourkonis elhagyta az együttest, Kimaid pedig visszakerült a zenekarba, a Watchmen gitárosával, Joe Smith-szel együtt. Ezután Snapcase-re változtatták a nevüket. 1992-ben leszerződtek a chicagói Victory Records-hoz. Az 1992-es kislemezük után Taberski az énekes posztot is felvállalta. Első nagylemezüket 1993-ban adták ki. 2005-ben feloszlottak, 2007-ben újból összeálltak pár koncert alkalmából a New York állambeli Buffalóban. 2010-ben végül újból összeálltak.

## Tagjai
- Daryl Taberski - ének, basszusgitár
- Jon Salemi - gitár
- Frank Vicario - gitár
- Dustin Perry - basszusgitár
- Timothy Redmond - dob

Korábbi tagok
- Chris Galas - ének
- Scott Dressler - gitár
- Joe Smith - gitár
- Mike Kimaid - dob
- Bob Whiteside - basszusgitár
- Ben Lythberg - basszusgitár
- Peter Dawidzik - dob
- Tiger Balduf - ének

## Diszkográfia
- Lookingglasself (1993)
- Progression Through Unlearning (1997)
- Designs for Automotion (2000)
- End Transmission (2002)
- Bright Flashes (2003)

## Egyéb kiadványok

### EP-k
- Snapcase (1991)
- Comatose (1992)
- Steps (1995)
- Energy Dome (2000)
- Two Songs (2002)

### Split lemezek
- Snapcase /Doughnuts (1995)
- Snapcase vs. Boysetsfire (1999)

### Demók
- Quest for Reality (1990)
- Accept Your Fate (1990)
- Break the Silence (1991)
- King of the Mountain (1992)